# Aleksander Janusz Zasławski
Aleksander Janusz Zasławski-Ostrogski (ur. 6 marca 1650, zm. 31 maja 1673) – polski książę, dziedzic fortuny rodu Zasławskich i Ostrogskich, oficjalnie syn Władysława Dominika Zasławskiego-Ostrogskiego i Katarzyny Sobieskiej, skoligacony z Janem III Sobieskim przez matkę, siostrę króla Polski.
W 1669 jeden z kandydatów do tronu Polski. IV ordynat ostrogski. Ostatni męski przedstawiciel ruskich rodów kniaziowskich Zasławskich i Ostrogskich. Nie pełnił żadnych urzędów w Rzeczypospolitej, używając jedynie tytułów księcia i ordynata ostrogskiego.
Portret 20-letniego Aleksandra Zasławskiego-Ostrogskiego z roku 1670, pędzla Andrzeja Stecha, przechowywany jest do dziś w Muzeum Narodowym w Mińsku na Białorusi. Przedstawia młodego magnata w dworskim stroju według mody francuskiej, ozdobionym wstążkami, jednak o wyjątkowo surowym kroju i stonowanej kolorystyce. 

## Rządy opiekuńcze
Po zgonie Władysława Dominika Zasławskiego jego włości odziedziczył małoletni wówczas syn Aleksander Janusz. Przejęła je w zarząd wdowa Katarzyna Sobieska, która rok później powtórnie wyszła za mąż za Michała Kazimierza Radziwiłła. Rządy opiekuńcze nad synem w latach 1657–1658 sprawowała razem ze swoim bratem Janem Sobieskim, późniejszym królem Polski i Stanisławem Kazimierzem Bieniewskim h. Radwan (zm. 1676 r.).

## Rządy osobiste
Po powtórnym ślubie matki i po dojściu do pełnoletności, Aleksander Janusz zarządzał majątkiem samodzielnie.
W roku 1670, tj. w wieku 20 lat, osobiście władał odziedziczonymi posiadłościami, w tym kluczem wiewióreckim. Z inwentarza z 1670 r. wynika, iż właśnie on wydzierżawił Żarówkę z Dąbiem i Przerytym Borem Kazimierzowi Kucharskiemu. Uczynił to ponownie w roku 1672.
W dniu 18 maja 1670 r. książę Aleksander Janusz Ostrogski-Zasławski wystawił generalny przywilej dla Żydów na zamku tarnowskim, w którym streszczał i potwierdzał wszystkie przywileje dla tarnowskich Żydów, nadane przez jego poprzedników. Kilka miesięcy później wystawił podobny dokument dla Żydów opatowskich.
Z zachowanych archiwaliów wynika również, że Aleksander Janusz starał się podnieść z upadku po potopie szwedzkim zamek tarnowski. W latach 1657–1675 na jego koszt nakryto zamek w Tarnowie nowym dachem i dokonano wielu innych prac remontowych.
W roku 1670 Aleksander Janusz założył w późniejszej Warszawie jurydykę nazwaną od jego imienia Aleksandrią (teren ten od końca XVIII w. zaczął być nazywany Dynasami). Powstał tam m.in. Zamek Ostrogskich częściowo zbudowany przez Janusza Ostrogskiego, w 1681 sprzedany Janowi Gnińskiemu.

## Spadkobiercy
Po śmierci Aleksandra Janusza, dobra ziemskie (Zasław wraz z ordynacją ostrogską) przeszły w ręce jego siostry Teofili Ludwiki Wiśniowieckiej, kasztelanowej krakowskiej, secundo voto Lubomirskiej, marszałkowej wielkiej koronnej. Siostrzenica Aleksandra Janusza Zasławskiego-Ostrogskiego, Marianna z Lubomirskich Sanguszkowa, odziedziczyła dobra zasławskie po śmierci swojego brata Aleksandra (zm. 1720).